# Liste der Monuments historiques in Saint-Étienne-lès-Remiremont
Die Liste der Monuments historiques in Saint-Étienne-lès-Remiremont führt die Monuments historiques in der französischen Gemeinde Saint-Étienne-lès-Remiremont auf.

## Liste der Immobilien
| Bezeichnung                          | Beschreibung                                                                                         | Standort                          | Kennzeichnung | Schutzstatus | Datum | Bild           |
| ------------------------------------ | --- | --------------------------------- | ------------- | ------------ | ----- | -------------- |
| Pierres Fittes                       | zwei Menhire; einer auch als Pierre Kerlinkin bekannt                                                | nordöstlich der Stadt (Lage)      | PA00107256    | Classé       | 1889  |                |
| Archäologische Stätte von Saint-Mont | Reste einer Klosteranlage, genutzt vom 7. bis zum 18. Jahrhundert; auch auf dem Gebiet von Saint-Amé | östlich der Stadt (Lage)          | PA00135426    | Inscrit      | 1995  | weitere Bilder |
| Kreuz                                | Stein, 16. Jahrhundert                                                                               | Révillon, route de Bussang (Lage) | PA00107261    | Inscrit      | 1942  |                |
| La haute Borne                       | Grenzstein, bezeichnet 1492                                                                          | östlich der Stadt (Lage)          | PA00107285    | Classé       | 1966  |                |
| Pont des Fées                        | Steinwall, ab dem 7. Jahrhundert; auch auf dem Gebiet von Saint-Amé                                  | östlich der Stadt (Lage)          | PA00107286    | Inscrit      | 1988  |                |

## Liste der Objekte
| Bezeichnung                               | Beschreibung                                     | Standort                        | Kennzeichnung | Schutzstatus | Datum | Bild |
| ----------------------------------------- | ------------------------------------------------ | ------------------------------- | ------------- | ------------ | ----- | ---- |
| Wandvertäfelung und Chorgestühl           | Holz, Anfang des 18. Jahrhunderts                | in der Kirche St-Étienne (Lage) | PM88000855    | Classé       | 1982  |      |
| Sakristeischrank                          | Holz, 19. Jahrhundert                            | in der Kirche St-Étienne (Lage) | PM88000856    | Classé       | 1982  |      |
| Gemälde Madame de Raigecourt-Gournay      | Ölfarbe auf Leinwand, 17. Jahrhundert            | in der Kirche St-Étienne (Lage) | PM88000853    | Classé       | 1907  |      |
| Glocke                                    | Bronze, 1777 gegossen                            | in der Kirche St-Étienne (Lage) | PM88000854    | Classé       | 1922  |      |
| Gemälde Steinigung des heiligen Stephanus | Ölfarbe auf Leinwand, 1875/76 von Joseph Wencker | in der Kirche St-Étienne (Lage) | PM88001747    | Inscrit      | 2007  |      |